# Собор Святой Феодоры из Сихлы

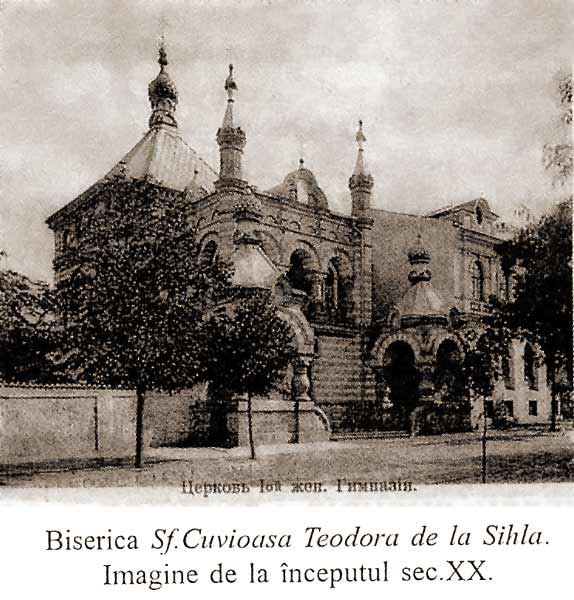
Капелла в 1900-е годы

Собор Святой Феодоры из Сихлы (рум. Biserica Sfînta Cuvioasa Teodora de la Sihla) — кафедральный собор Бессарабской митрополии Румынской православной церкви.
Собор расположен в центральной части Кишинёва. Здание было построено в 1895 году как капелла при женской гимназии по проекту Александра Бернардацци в псевдовизантийском стиле. Освящена капелла была лишь в 1922 году. С 1994 года церковь является кафедрой Кишинёвской архиепархии.